# Magical Mystery Tour (1967)
Magical Mystery Tour is een televisiefilm van The Beatles onder regie van Bernard Knowles. De film duurt 52 minuten en is hiermee de kortste Beatlesfilm.
De film ging in première op BBC One op 26 december 1967. De film werd lauw ontvangen door zowel critici als door het grote publiek.
Er werd ruim tien uur film geschoten tussen 11 en 25 september 1967. Daarna was men ruim zes weken bezig met het monteren.
Tevens is er het gelijknamige album Magical Mystery Tour met het gelijknamige titelnummer:
1. Magical Mystery Tour
2. The Fool on the Hill
3. Flying
4. I Am the Walrus
5. Blue Jay Way
6. Your Mother Should Know
7. Hello, Goodbye
8. Death Cab For Cutie (geschreven door Vivian Stanshall en Neil Innes en uitgevoerd door de The Bonzo Dog Doo-Dah Band)
9. All My Loving, (orkestuitvoering, als achtergrondmuziek)
10. She Loves You, (speciale uitvoering)